# Пейсахович, Лариса Александровна
Лари́са Алекса́ндровна Пейсахо́вич (в девичестве Косору́кова; род. 30 мая 1973, Набережные Челны) — российская и израильская гребчиха-байдарочница, в период 1993—1998 выступала за сборную России, в 1999—2006 годах представляла Израиль. Финалистка трёх летних Олимпийских игр, бронзовый призёр чемпионатов мира и Европы, многократная чемпионка всероссийских первенств. Состояла в команде Вооружённых сил ЦСК ВМФ, ЦСК ВВС, мастер спорта международного класса.

## Биография
Лариса Косорукова родилась 30 мая 1973 года в городе Набережные Челны. Начала заниматься греблей в ДЮСШ-2 на Борисовских прудах, под руководством тренера Степановой Марии Алексеевны. В возрасте пятнадцати лет в поступила в московское училище олимпийского резерва, где тренировалось под руководством тренера Родионова Юрия Владимировича. С 1994 года проходила подготовку под руководством заслуженного тренера Валерия  Пейсаховича, состояла в спортивном клубе ЦСКА ВВС. В 1991 году на Первенстве Мира по юниорам дважды заняла первые места в двойке и четверке. В 19 летнем возрасте попала в сборную команду СССР по гребле на байдарках и каноэ, в составе которой добилась серьёзного успеха в 1993 году, когда на всероссийском первенстве завоевала золотую медаль в зачёте четырёхместных экипажей на дистанции 500 метров. Год спустя стала чемпионкой среди четвёрок на 200 и 500 метров, ещё через год повторила это достижение и также выиграла в 200-метровой программе двоек. Попав в основной состав российской национальной сборной, на чемпионате мира в немецком Дуйсбурге завоевала награду бронзового достоинства, выигранную с двойкой в гонке на 200 метров.
В 1996 году Пейсахович в очередной раз добилась звания чемпионки России и благодаря череде удачных выступлений удостоилась права защищать честь страны на летних Олимпийских играх в Атланте, участвовала в заплывах на 500 метров байдарок-двоек и четвёрток. В первом случае в паре с Натальей Гулий показала в финале восьмое время, во втором вместе с Гулий, Ольгой Тищенко и Татьяной Тищенко финишировала седьмой.
После Олимпиады осталась в основном составе национальной команды России и продолжила принимать участие в крупнейших международных регатах. Так, в 1997 стала чемпионкой страны среди одиночек на 200 и 500 м, съездила на чемпионат Европы в болгарский Пловдив, где с четвёркой добыла бронзу на 200 метрах. В следующем сезоне защитила чемпионское звание в одиночном полукилометровом разряде, затем выступила на мировом первенстве в венгерском Сегеде, пополнив медальную коллекцию ещё одной бронзой (K-4 200 м). За выдающиеся спортивные достижения удостоена почётного звания «Мастер спорта России международного класса».
В 1999 году Лариса Пейсахович приняла израильское гражданство и на Олимпиаде в Сиднее уже представляла Израиль, где тренировалась у Даниила Мирошенского. На байдарке-двойке в паре с Лиор Карми выступала в полукилометровой программе и сумела дойти до стадии полуфиналов. На чемпионате мира 2002 года в испанской Севилье с напарницей Ади Гафни стала бронзовым призёром на дистанции 1000 метров. В 2004 году прошла квалификацию на Олимпийские игры в Афины, на этот раз попробовала себя на одноместной байдарке — успешно добралась до финала, тем не менее, в решающей гонке пришла к финишу лишь шестой. Вскоре после этих соревнований приняла решение завершить карьеру профессиональной спортсменки и вернулась в Россию.
Ныне проживает в Москве, работает инструктором-методистом отделения гребли на байдарках и каноэ центра спортивной подготовки «Крылатское».